# Phil Soussan
Phil Soussan (ur. 23 czerwca 1961 w Londynie) – brytyjski wokalista, muzyk i kompozytor, a także producent muzyczny i inżynier dźwięku, znany głównie jako basista. Szerszą rozpoznawalność przyniosły mu występy w zespole Ozzy’ego Osbourne’a, którego był członkiem w latach 1986–1987. W 2006 roku nakładem wytwórni muzycznej Puss In Blue Records ukazał się debiutancki album solowy muzyka zatytułowany Vibrate. Również w 2006 roku wraz z wokalistą Joe Lynn Turnerem, gitarzystą Carlosem Cavazo, perkusistą Vinnym Appicem oraz klawiszowcem Garrym Corbettem utworzył zespół pod nazwą Big Noize. Soussan współpracował ponadto m.in. z takimi wykonawcami jak: Beggars & Thieves, Carnival of Dogs, Vince Neil, Johnny Hallyday oraz Steve Lukather. W 2016 roku jako muzyk koncertowy podjął współpracę z zespołem Last in Line.
Poza działalnością artystyczną muzyk hobbystycznie zajmuje się gotowaniem. W 2014 roku wziął udział w kulinarnym reality show Guy’s Grocery Games emitowanym na antenie stacji telewizyjnej Food Network.

## Instrumentarium
| Elektryczne gitary basowe - MusicMan Bongo 5 String Electric Bass Guitar - MusicMan Stingray 4 String Electric Bass Guitar - MusicMan Stingray 5 String Electric Bass Guitar - Spector NS-2A 5 String Electric Bass Guitar Efekty gitarowe - Carl Martin Effects Envelope Filter Struny gitarowe - RS66LD Swing Bass |  | Gitary elektryczne - Gretsch 1959 6120 TLV - Fender Telecaster - Fender Custom Shop 1969 Stratocaster - BC Rich ASM 1986 Gitary akustyczne - Gibson J200 Acoustic Guitar - Martin D42 Acoustic Guitar Inne instrumenty - Chapman stick |  | Wzmacniacze i kolumny głośnikowe - MarkBass Little Tube 800 Amplifier - 2x10 Traveler 400W Cabinets - Rivera Venus 6 Combo |

## Wybrana dyskografia
| - Wildlife – Wildlife (1983, Swansong) - Robin George – Dangerous Music (1984, Bronze Records) - Ozzy Osbourne – The Ultimate Sin (1986, Epic Records) - Billy Idol – Charmed Life (1990, Chrysalis Records) - Beggars & Thieves – Beggars & Thieves (1990, Atlantic Records) - Stevie Salas – The Electric Pow Wow (1993, Polystar) - Kings Of The Sun – Resurrection (1993, Mushroom) - Louis Bertignac – 96 (1996, Columbia Records) - Steve Lukather – Luke (1997, Columbia Records) |  | - Gilby Clarke – The Hangover (1997, Victor) - Gilby Clarke – Rubber (1998, Steamhammer) - Toto – Mindfields (1999, Columbia Records) - Derek Sherinian – Inertia (2001, InsideOut Music) - Derek Sherinian – Black Utopia (2003, InsideOut Music) - Phil Soussan – Vibrate (2006, Puss In Blue Records) - Steve Lukather – Ever Changing Times (2008, Frontiers Records) - Michael Schenker – Guitar Master – The Kulick Sessions (2008, Deadline Records) - Phil Soussan – No Protection (2011, Phil Soussan) |

## Filmografia
- „The Life, Blood and Rhythm of Randy Castillo” (2014, film dokumentalny, reżyseria: Wynn Ponder)[27]